# St.-Heinrichs-Nadel
Die St.-Heinrichs-Nadel ist eine private Auszeichnung, die seit 1963 durch den Chef des ehemaligen Adelshauses Wettin vergeben wird. Der Name orientiert sich an dem bis 1918 vergebenen Militär-St.-Heinrichs-Orden.

## Geschichte
Mit Ende des Königreiches Sachsen 1918 und dem Inkrafttreten der Weimarer Reichsverfassung im Jahr 1919 endet bis 1975 die Geschichte des bis dahin bestehenden St.-Heinrichs-Ordens. Der St.-Heinrichs-Orden ist getreu seinem Ordensleitsatz „Pro Pietate et Virtute“ einem christlich/abendländischen Handeln und Leben verpflichtet, das sich aktiv im Gemeinwesen engagiert und ein auf Dauerhaftigkeit ausgerichtetes Wirken unterstützt. Dieser Maxime folgt die Aufnahme neuer Ordensmitglieder. Die Zahl der Ordensmitglieder ist auf 33 beschränkt.

## St.-Heinrichs-Nadel

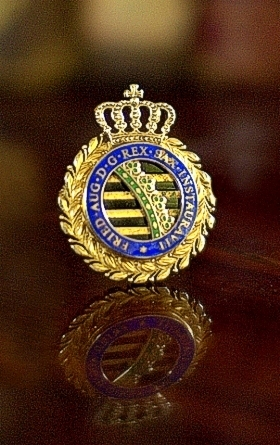
St.-Heinrichs-Nadel des St. Heinrich Ordens

Am 31. Dezember 1963, anlässlich des 70. Geburtstags von Markgraf Friedrich Christian, wurde als „Friedensklasse“ des Ordens die „St.-Heinrichs-Nadel“ gestiftet. Sie kann jährlich an ausgewählte Persönlichkeiten durch den Chef des Hauses Wettin verliehen werden. Dazu zählen religiöse, wirtschaftliche, politische, gesellschaftliche und kulturelle Verdienste. In jedem Fall untermauert die Verleihung der St.-Heinrichs-Nadel das Primat der Nachhaltigkeit des Handelns in besonderer Weise. Die Verleihung kann eine politische Aussage besitzen, sie beruht auf einer für Kontinuität im Wirken sowie einer für die Verbundenheit zu bewiesenen Werten stehenden Ordnung. Für eine „Tapferkeit“ im gesellschaftlichen – also einem vereinenden – Alltag steht die Verleihung der St.-Heinrichs-Nadel. Der St.-Heinrichs-Orden „verleiht“ diese Auszeichnungen im Wort-Sinn, d. h., sie geht nicht in das Eigentum ihres Trägers über, sondern wird nach dessen Tod wieder an den Orden zurückgegeben.

## Träger der St.-Heinrichs-Nadel
- 21. Februar 2006: Günter Blobel
- 8. Oktober 2011: Hans J. Naumann
- 28. September 2012: Wolfgang Sagmeister
- 28. September 2012: Hubertus von Below
- 28. September 2012: Dorothea von Below
- 5. Oktober 2013: Sebastian Storz
- 5. Oktober 2013: Florian Merz-Betz
- 2014: Wolf-Dietrich Speck von Sternburg

## Großmeister des Ordens
1. Friedrich Christian, Markgraf von Meißen, Herzog zu Sachsen (1918–1968)
2. Maria Emanuel, Markgraf von Meißen, Herzog zu Sachsen (1968–2010)[3]
3. Alexander Markgraf von Meißen, Herzog zu Sachsen (seit 2010)